# Gat balinès

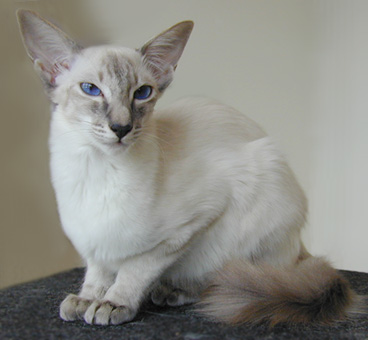
Gat balinès

El gat balinès és una raça de gat domèstic derivada del gat siamès, aconseguida per encreuaments amb gats de pèl llarg, per obtenir un gat amb una complexió i amb unes varietats de colors semblants a la del siamès, però amb el pèl llarg, sedós i abundant.

## Història
El seu origen es troba als Estats Units durant la dècada del 1940, encara que no es va reconèixer com a raça oficialment fins a la dècada del 1960. A diferència del que es podria pensar, el seu nom no fa referència al seu lloc d'origen, sinó que li va ser donat pels primers criadors per mantenir una certa referència oriental.

## Estàndard de la Federació Internacional Felina

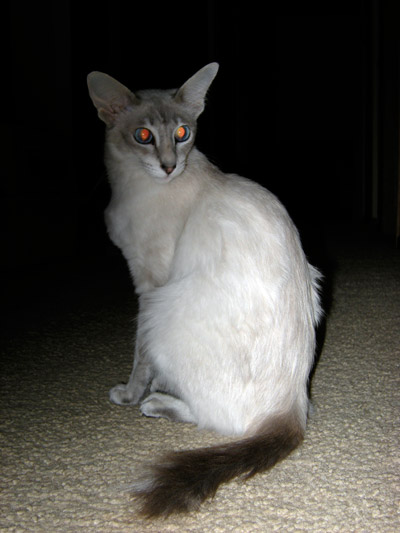
El gat balinès té el cap triangular.

Segons l'estàndard de la Federació Internacional Felina el gat balinès ideal és esvelt, elegant, amb línies llargues que s'afinen, elàstic i musculós. Mida mitjana.
- Cap: Mida mitjana, proporcionada amb el cos. Equilibrada, té forma de tascó amb línies rectes. La falca comença al nas i gradualment augmenta en ample cap a les orelles amb línies rectes. No hauria d'haver depressió a l'alçada dels bigotis. El crani del perfil és lleugerament convex. Nas llarg i recte, continuant la línia des del front sense cap trencament. Morro estret. Mentó i mandíbula de mida mitjana. La punta del mentó forma una línia vertical amb la punta del nas.
- Orelles: Grans i en punta, amples a la base. Pel que fa a la ubicació, continuaran les línies de la falca. Les puntes de les orelles no s'inclinaran cap al front.
- Ulls: De mida mitjana i ni protuberants ni enfonsats. De forma ametllada i lleugerament oblics cap al nas per continuar harmoniosament les línies de la falca. El color ha de ser pur i límpid, d'un brillant blau intens.
- Coll: Llarg i esvelt.
- Cos i estructura: Llarg i esvelt, bastant musculós però delicat i elegant. Les espatlles no seran més amples que els malucs.
- Potes: Llargues i fines, proporcionades amb el cos. Peus petits i ovals.
- Cua: Molt llarga, fina fins i tot a la base. Afinant-se cap a la punta.
- Mantell: Fi i sedós. D'un llarg mitjà en el cos, una mica més llarg en el collaret, espatlles i a la cua, el pelatge es veurà eriçat. No tindrà subpèl llanós. La màscara de la cara, punts en les orelles, les potes i la cua han de correspondre a punts de color el més semblants possible. La màscara no s'estendrà sobre tot el cap sinó que es connectarà amb les orelles per mitjà de traces de color. El color del cos ha de ser parell. Es permeten ombres clares en els flancs, però ha d'haver un clar contrast entre els punts i el color del cos.
- Nota: Es permeten lleugeres ombres en el cos harmonitzades amb els punts de color. En gats majors es permetrà un color de cos més profund.
- Balinès: Es prohibeixen encreuaments de siamès/balinès de qualsevol varietat de color amb platejat. Es podrà fer una excepció per comanda especial del criador al comitè nacional de cria. En aquests casos el comitè determinarà el color de la ventrada.
- Faltes: Taques en el ventre o en els flancs, pèls blancs, clars o jaspiat en els punts, barres i ratlles en els punts, excepte per a les varietats "tabby".
- Faltes que neguen certificat: Contrast insuficient entre els punts i el color del cos.
- Desqualifica: Qualsevol color d'ulls que no sigui blau. Taques blanques en el cos o en els dits. Nus a la cua.

## Comportament
Els balinesos comparteixen els trets dels siamesos de pèl curt i, per tant, són gats notablement socials i juganers amb un interès intens per l'activitat que els envolta i una tendència a vocalitzar sovint i de manera persistent, encara que a un volum més baix. Tenen fama de tenir la intel·ligència més alta de totes les races de pèl llarg. També tenen fama de ser notablement acrobàtics i de gaudir d'un contacte íntim amb els seus amos.